# Jacob Westin den äldre

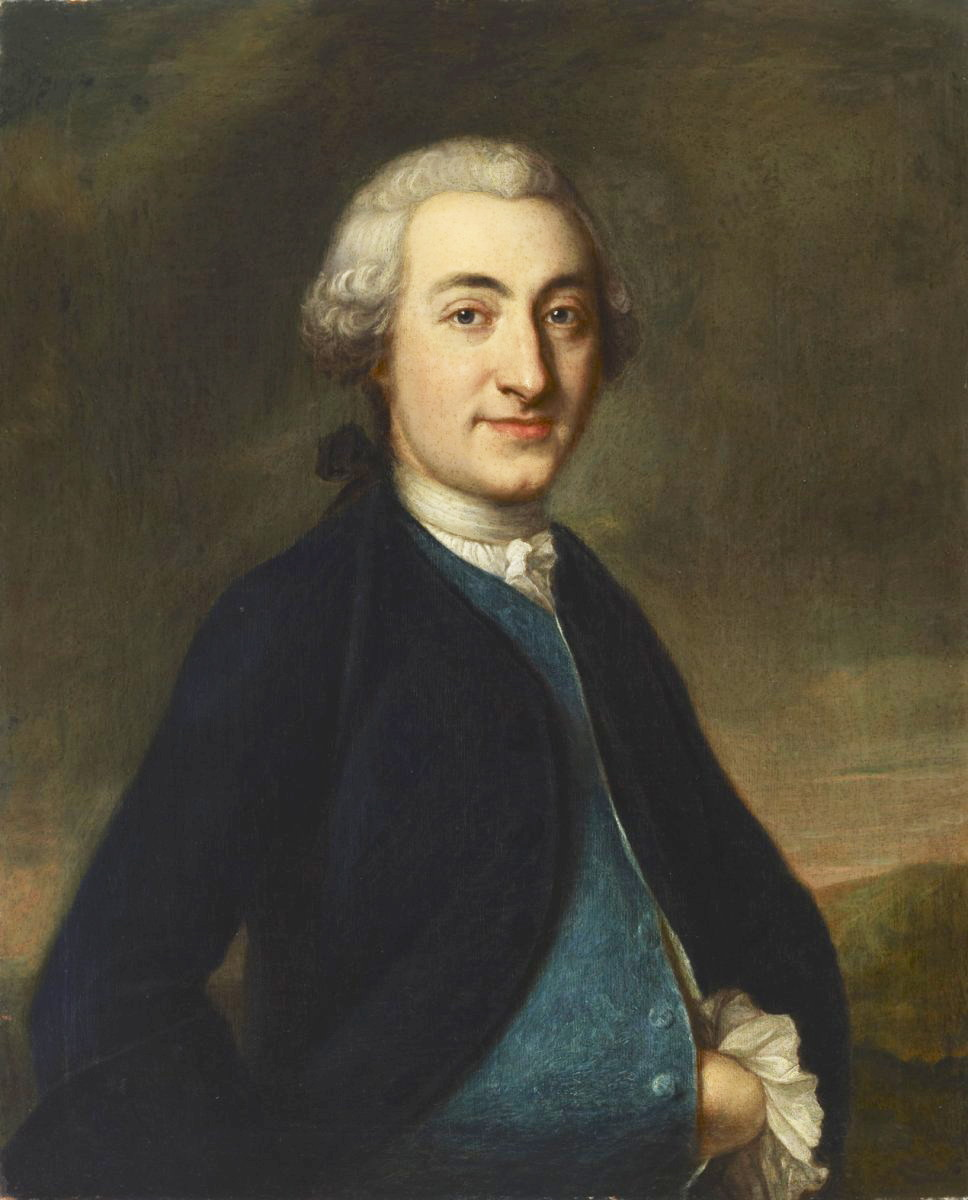
Jacob Westin d.ä., målning av Johan Henrik Scheffel.

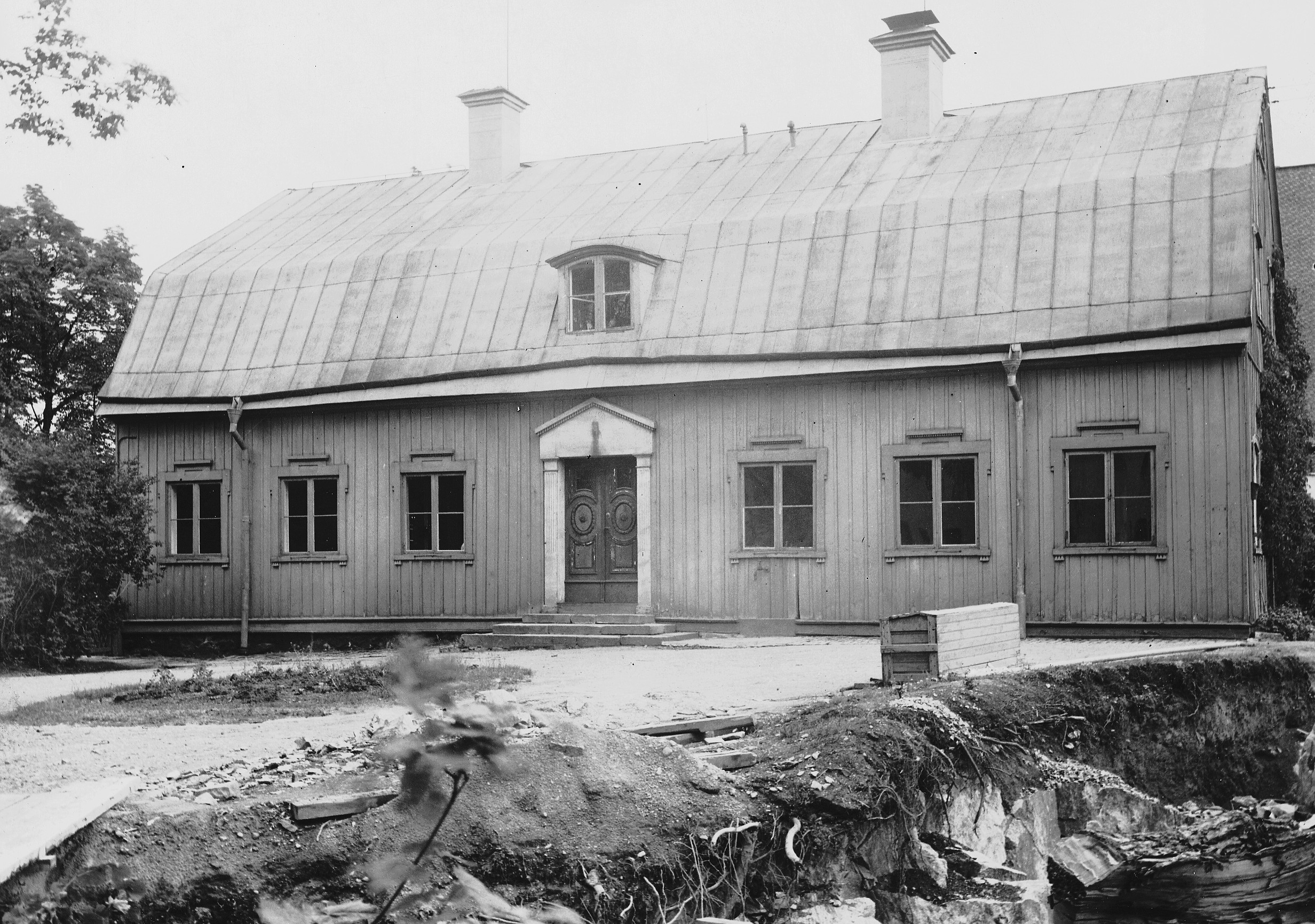
Hedvigsbergs gård 1943.

Jacob Westin den äldre, född 1758 i Stockholm, död 1829 där, var en svensk garvaremästare och en av Stockholms mest förmögna personer på sin tid.

## Biografi
Jacob Westin var son till garvaren Johan Westin den äldre och Ulrika Norström. Han var gift första gången med Anna Brita Wijkman (1762–1801), som var en nära släkting till hans fars tredje fru, och barnbarn samt arvtagerska till en mycket förmögen viktualiehandelsänka, andra gången 1802–1804 med Maria Magdalena Jahn (1784–1814) som senare var gift med Jacob Axel Gillberg, och tredje gången med Hedvig Justina Altén (1781–1871). I tredje giftet föddes Jacob Westin den yngre som även han utövade garveriyrket. Tillsammans drev de ett av Stockholms större garverier i garvarkvarteren vid dagens Norr Mälarstrand. Jakob Westinsgatan, strax öster om Kungsholmstorg, är uppkallad efter dem. Under 1800-talets senare del övertogs de Westinska garverierna av Anders Wilhelm Lundin.
År 1819 var han byggherre för Hedvigsbergs malmgård som uppfördes på västra Kungsholmen. Gården är uppkallad efter hans tredje hustru. Malmgården blev sedermera en del av mentalsjukhuset Konradsberg och revs 1943. Om Hedvigsberg påminner idag kvarteret med samma namn.